# إدوارد كورتيس فرانكلين
إدوارد كورتيس فرانكلين (بالإنجليزية: Edward Curtis Franklin) هو كيميائي أمريكي، ولد في 1 مارس 1862 في مقاطعة غيري في الولايات المتحدة، وتوفي في 13 فبراير 1937.